# Сергеј Тетјухин
Сергеј Јурјевич Тетјухин (рус. Серге́й Юрьевич Тетюхин;  Фергана, 23. септембар 1975) бивши је руски одбојкаш.

## Биографија

### Каријера
Рођен је 23. септембра 1975. године у граду Фергана (данас Узбекистан, а тада део Совјетског Савеза). Играо је на позицији примача. Са екипом Локомотиве из Белгорода је 2003. и 2004. освојио титуле у Лиги шампиона, потом је још два пута био клупски првак Европе у сезонама 2007/08. и 2013/14. Током каријере је играо за Крила Востока, Локомотиву Белогорје, Парму, Динамо-Татрансгас и Зенит Казањ. Има по 10 освојених титула првака Русије у одбојци и трофеја Купа Русије, 3 Суперкупа Русије и 2 европска Купа ЦЕВ.
Тетјухин је један од најтрофејнијих руских одбојкаша свих времена. Био је носилац заставе Русије на церемонији отварања Олимпијских игара 2016. године у Рио де Жанеиру. Добитник је разних награда, признања и ордења за допринос успесима руске одбојке. Са репрезентацијом Русије освојио је медаље на готово свим такмичењима. Златну медаљу је освојио на Олимпијским играма у Лондону 2012. године, после победе у финалу над Бразилом, сребро на Олимпијским играма у Сиднеју 2000. године, после пораза од репрезентације СР Југославије. На Играма у Атини и Пекингу, 2004. и 2008. године освојио је по две бронзане медаље. Са репрезентацијом је освојио и сребро на Светском првенству 2002. године, док је на Европским првенствима дошао до пет медаља (сребра 1999, 2005. и 2007, бронза 2001. и 2003. године).
Проглашен је за најбољег спортисту Русије 2012. године. Играчку каријеру је завршио 2018. године.

### Приватно
Сергеј и његова супруга Наталија имају три сина — Ивана, Павела и Александра.

## Успеси
Русија
- медаље
- злато: Олимпијске игре Лондон 2012.
- сребро: Олимпијске игре Сиднеј 2000.
- бронза: Олимпијске игре Атина 2004.
- бронза: Олимпијске игре Пекинг 2008.

Индивидуалне награде
- Најбољи одбојкаш руске Суперлиге — 1999, 2003, 2006, 2008.
- Најкориснији играч на финалном турниру Лиге шампиона – 2002/03, 2013/14.
- Најкориснији играч на финалном турниру Купа Русије – 2007.
- Најкориснији играч на олимпијском квалификационом турниру – 2016.
- Најбољи спортиста Русије – 2012.